# La Barberina
Barbara Campanini, dite la Barberina (parfois la Barbarina), est une danseuse italienne née à Parme le 27 septembre 1719 et morte à Barschau (Basse-Silésie) le 7 juin 1799.
Elle se forme à la danse dans sa ville natale et paraît pour la première fois en 1732 devant Charles VI.
La peintre vénitienne Rosalba Carriera fait son portrait au pastel 1739. Il est conservé à la Gemäldegalerie Alte Meister de Dresde. C'est l'année où elle arrive à Paris et danse à l'Académie royale de musique, notamment dans Les Fêtes d'Hébé de Rameau, profitant de la retraite temporaire de Mlle Camargo et du prochain départ de Mlle Sallé.
Elle se produit ensuite au Covent Garden de Londres et à Dublin, puis revient à Paris en 1743, où elle rencontre le ministre plénipotentiaire du roi de Prusse Frédéric II, qui l'invite à Berlin, dans la troupe dirigée par le maître de ballet Jean-Barthélemy Lany. Elle quitte la scène en 1749, remplacée par la Pantaloncina.
Elle fut la maîtresse du prince de Carignan, du comte d'Arundel, du duc de Durfort et, prétend-on, de Frédéric II lui-même. Casanova l'a admirée à Sanssouci et Antoine Pesne et Charles Van Loo l'immortalisèrent par des portraits restés célèbres.
Renommée pour ses pirouettes et ses entrechats huit, elle surpassa la Camargo par sa technique.
Elle a fait l'objet d'une biographie écrite par Jean-Jacques Olivier (Une étoile de la danse au XVIIIe siècle : La Barbarina Campanini, 1721-1799, 1910) et d'un film réalisé par Carl Boese (Die Tänzerin Barberina, 1920) d'après un livre d'Adolf Paul. Sa biographie plus complète et récente est écrite par Andrea Perego, Barbara – Un affare di Stato, Ed. Supernova 2020.